# سیارک ۶۳۹۸
سیارک ۶۳۹۸ (به انگلیسی: 6398 Timhunter، نامگذاری:1991CD1) شش هزار و سیصد و نود و هشتمین سیارک کشف شده‌است که در ۱۰ فوریه ۱۹۹۱ کشف شد.
قدر مطلق سیارک برابر ۱۲٫۶۰ است.